# Ario
Ario (in latino Arius; Cirenaica, 256 – Costantinopoli, 336) è stato un presbitero e teologo berbero. La corrente teologica cristiana sorta attorno alle sue dottrine religiose fu condannata come eretica nel primo concilio di Nicea nel 325, e venne in seguito indicata con il nome di arianesimo. Si diffuse prevalentemente tra i popoli germanici.

## Biografia

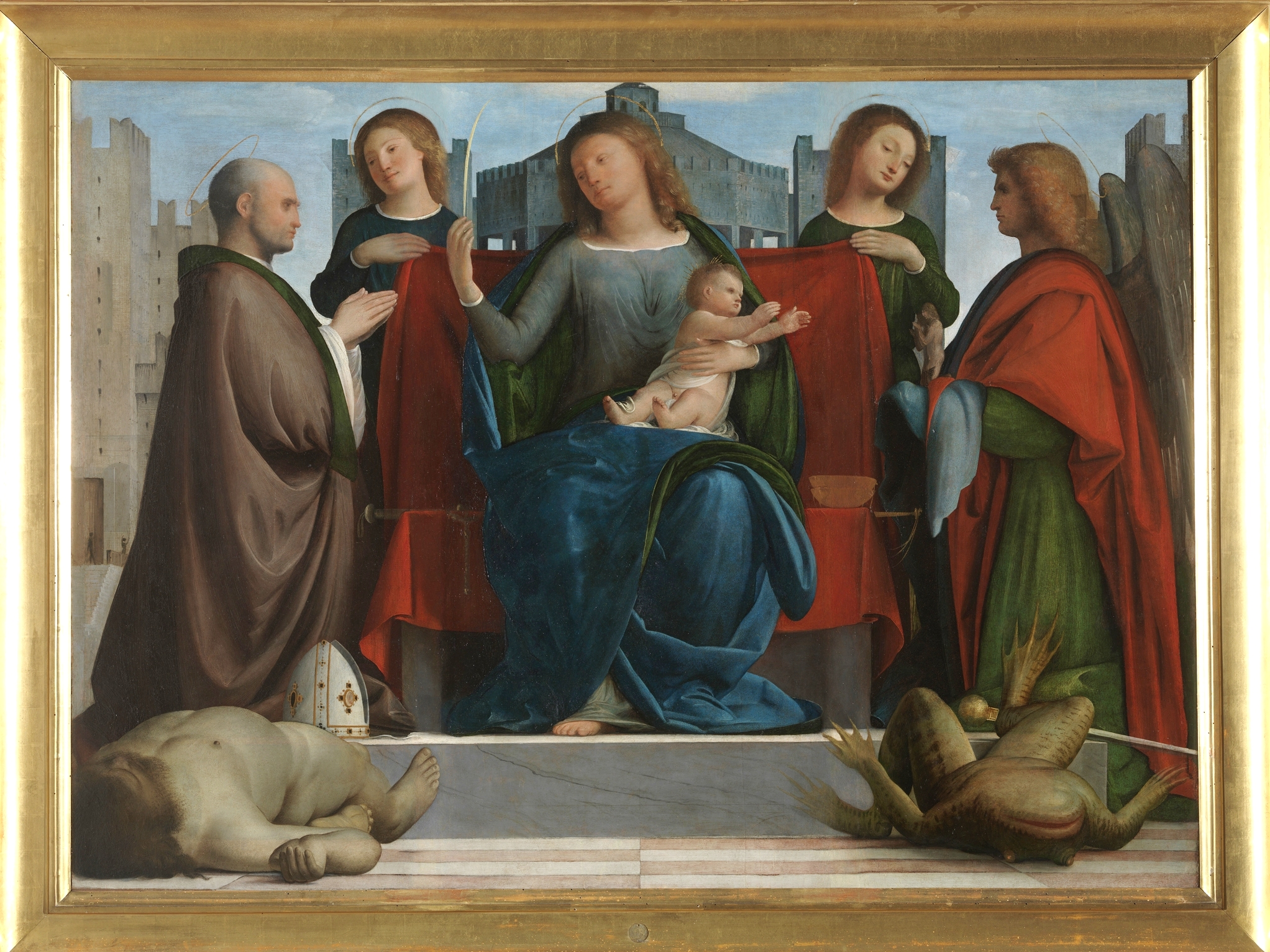
La Madonna delle Torri del Bramantino, con Ario ai piedi di Sant'Ambrogio

Compì gli studi teologici nella scuola di Luciano d'Antiochia, dove conobbe Eusebio, originario di Berytus, di cui divenne amico, poi si recò in Egitto, dove fu ordinato presbitero in una chiesa di Alessandria, nel quartiere Baucalis.
Ario insegnava che Dio era unico, eterno e indivisibile, e quindi il Figlio di Dio, in quanto "generato", non poteva essere considerato Dio allo stesso modo del Padre proprio perché la natura divina è unica. Essendo infatti un "figlio" (e quindi "venuto dopo" Colui che lo ha generato) non è co-eterno al Padre, mentre la natura divina è di per sé eterna e indivisibile. Il Figlio, dunque, è in posizione subordinata rispetto al Padre.
Nel 300 fu scomunicato dal patriarca di Alessandria, Pietro I che condannò le sue idee come eretiche. Nel 311 il nuovo patriarca, Achilla, lo riabilitò, consentendogli di predicare nuovamente. Alla morte di Achilla (312), Ario fu il principale candidato al Patriarcato in opposizione ad Alessandro. La lotta di successione fu vinta da Alessandro.
Nel 318 un sinodo convocato appositamente da Alessandro dichiarò l'eresia della dottrina ariana e scomunicò Ario, spingendolo a fuggire in Palestina. Alessandro pensò di aver chiuso la questione. Ma la condanna si rivelò controproducente. Essa determinò infatti una serie notevole di reazioni favorevoli alle tesi di Ario.
In Siria e Palestina, infatti, la sua predicazione trovò terreno fertile. Nel Vicino Oriente asiatico vi era una concezione diversa del rapporto tra le tre figure della Trinità. Illustri filosofi cristiani si schierarono a favore delle tesi ariane. A Cesarea marittima, Ario trovò ospitalità presso il vescovo Eusebio.
Nel 321 un sinodo di cento vescovi egiziani e libici ribadirono la condanna dell'arianesimo; i vescovi convocarono inoltre un nuovo concilio ecumenico allo scopo di deliberare norme più articolate in materia cristologica. Il concilio fu convocato ad Ancyra, in Anatolia.
Nel 325 Eusebio fu scomunicato per la propria vicinanza alle idee di Ario da un sinodo tenutosi ad Antiochia, sede apostolica, quindi gerarchicamente superiore a Cesarea. Ario partì da Cesarea e raggiunse l'amico ed ex compagno di studi Eusebio, dal 317 vescovo di Nicomedia. Quest'ultima scelta, oltre che dai rapporti di vecchia amicizia, fu dettata anche dal fatto che, essendo Eusebio in ottimi rapporti con l'imperatore Costantino, la sua vicinanza e protezione tenevano Ario lontano da eventuali pericoli.
A Nicomedia Ario apprese che l'imperatore romano si era interessato personalmente alla vicenda e aveva deciso che il concilio convocato dai vescovi egiziani sarebbe stato "ecumenico", cioè vi avrebbero partecipato tutte le comunità cristiane. L'imperatore aveva anche scelto come nuova sede dell'assemblea una città sul Mar di Marmara, Nicea, sia perché più facilmente raggiungibile dai vescovi dell'Occidente, sia perché molto vicina a Nicomedia, la città dove l'imperatore aveva la propria residenza.
Costantino, cui stavano a cuore l'ordine e la governabilità dell'impero, voleva che il concilio non solo si pronunciasse sulla dottrina di Ario, ma anche che ricompaginasse la Chiesa, divenuta un'istituzione portante dell'Impero romano. L'imperatore seguì tutti i lavori del concilio presenziando alle sedute.
Al concilio di Nicea (325) Costantino, dunque, mise l'una di fronte all'altra le due correnti: da una parte i vescovi ortodossi, dall'altra Ario, Eusebio di Nicomedia e i loro sostenitori. Benché invitati a spiegare le loro idee, Ario ed Eusebio non riuscirono a convincere i padri conciliari: se infatti il Figlio di Dio non era uguale al Padre, allora non era neanche divino, o per lo meno non lo era quanto il Padre. E questo non era accettabile. La tesi poi secondo la quale "ci fu un tempo in cui il Figlio non c'era" faceva inorridire i vescovi non ariani del concilio, che posero in minoranza gli ariani. Sconfitti, Ario ed Eusebio di Nicomedia furono condannati all'esilio. Ario dovette trasferirsi in Illiria.
Nonostante la pronuncia del concilio fosse stata chiara, l'idea ariana rimase molto presente all'interno della chiesa greca a tal punto che nel 328 i vescovi esiliati vennero richiamati nelle loro sedi. Eusebio di Nicomedia si adoperò quindi per ottenere il ritorno di Ario. Non solo il rientro dall'esilio gli fu concesso (nel 331 o 334), ma Ario fu anche accolto a corte e riuscì a tal punto a convincere l'imperatore della bontà delle sue opinioni, che lo stesso Costantino lo riabilitò, mentre condannò all'esilio il vescovo Atanasio di Alessandria, che di Ario era stato tra i più strenui oppositori (concilio di Tiro, 335).
Nel 336 Ario morì a Costantinopoli, in circostanze non ben accertate storicamente.

## Opere
Delle sue opere rimane ben poco, perché i suoi libri furono bruciati durante l'esilio in Illiria. In ogni caso, ci restano due lettere, una confessione di fede e frammenti di quel manoscritto maggiore, chiamato Talia, che doveva avere almeno in parte una forma poetica.

## L'arianesimo
Ario predicava la creazione e non la generazione del Figlio ad opera del Padre. Pur non negandola, metteva la divinità del Figlio in subordinazione a quella del Padre, cosa che comportava alcune conseguenze logiche rilevanti, tra le quali l'impossibilità di una reale salvezza-redenzione da parte di Gesù e il fatto che Dio sarebbe un eterno "estraneo" e "distaccato" (secondo uno schema logico che, semplificando e tralasciando altri aspetti, potrebbe essere reso così: la salvezza dell'umanità e del suo "mondo" con essa è il dono che Dio Padre fa di sé stesso nell'incarnazione del suo Figlio). 

Al concilio di Nicea (325) venne invece ribadita la "consustanzialità" (homousìa) del Figlio e del Padre con l'approvazione della formula del Credo niceno.